# Catherine Despeux
Catherine Despeux, née en 1945 ou 1946, est une sinologue française. Elle est professeur émérite de l'Institut national des langues et civilisations orientales (INALCO) et administratrice de l'Institut d'études bouddhiques (naguère université bouddhique européenne).
Elle est notamment connue du grand public pour ses travaux sur le taoïsme et le tai-chi-chuan, ainsi que sur le bouddhisme Chán.

## Ouvrages
Liste complète publiée sur le site du CRCAO.
- T'ai-ki k'iuan : technique de longue vie, technique de combat, Paris, Collège de France, Institut des hautes études chinoises, 1976.
- Le Chemin de l’éveil. Illustré par le dressage du buffle dans le bouddhisme chan, le dressage du cheval dans le taoïsme, le dressage de l'éléphant dans le bouddhisme tibétain, Paris, L'Asiathèque, 1981. 2e édition, 2015 [1981]  (ISBN 978-2-360-57056-0)
- Santé et longue vie dans la Chine traditionnelle, Thèse de doctorat en Études extrêmes-orientales sous la dir. de Léon Vandermersch, soutenue à l'université Paris VII, 1989
- La Moëlle du phénix rouge : santé et longue vie dans la Chine du XVIe siècle, Paris, Guy Trédaniel, coll. « Arts martiaux », 1990, 371 p. (ISBN 978-2-85707-281-2)  —  Traductions: allemande 1988, japonaise 1996Réédité sous le titre:Le Qigong de Zhou Lüjing : La moelle du Phénix Rouge (Chiffeng Sui) XVIe siècle  (trad. du chinois), Paris, Guy Trédaniel, 2011, 288 p. (ISBN 978-2-8132-0216-1)
- Zhao Bichen (1860-1942) (trad. Catherine Despeux), Traité d'alchimie et de physiologie taoïste, Paris, Les Deux Océans, coll. « Sagesses Éternelles », 1989 (1re éd. 1979), 297 p. (ISBN 978-2-86681-032-0)Traduction intégrale du Weisheng Shenglixue mingzhi, traité du maître taoïste écrit à la fin du XIXe siècle, avec introduction et notes
- Mazu Daoyi (709–788) (trad. Catherine Despeux), Les Entretiens de Mazu Maître Chan du VIIIe siècle, Paris, Les Deux Océans, 2000 (1re éd. 1980), 104 p. (ISBN 978-2-866-81079-5) Traduction  et présentation d'un classique du bouddhisme chan (zen) du grand maître de la dynastie Tang
- Taiji Quan : Art martial - Technique de longue vie, Paris, Guy Trédaniel, coll. « Art martial », 1990 (1re éd. 1981), 316 p. (ISBN 978-2-857-07072-6) —  Traductions: italienne 1981, portugaise 1987
- Prescriptions d’acupuncture valant mille onces d'or. Traité d'acupuncture de Sun Simiao du VIIe siècle, Paris, Guy Trédaniel, 1987.
- Taoïsme et corps humain : le xiuzhen tu, Paris, Guy Trédaniel, 1994.
- Traditions et confucianisme en Asie : incidences sur les comportements actuels, séminaire dʹinterculturalité, Paris LanguesʹO, 1997.
- Immortelles de la Chine ancienne : Taoïsme et alchimie féminine, Puiseaux, Pardès, coll. « Destins de femmes », 1997, 371 p. (ISBN 978-2-867-14083-9)  — Traductions: italienne 1991, japonaise 1996, espagnole 2003
- (Dir.) Bouddhisme et lettrés dans la Chine médiévale, Paris-Louvain, Peeters, coll. « Bibliothèque de l’Inalco », 2002, 373 p. (ISBN 978-90-429-1138-3)  — bibliog., glossaire, annexes, index
- (en) Women in Daoism, 1er éd. Cambridge MA, Three Pines Press, 2003.
- Soûtra de l’éveil parfait et Traité de la naissance de la foi dans le Grand Véhicule,  (trad. du chinois par Catherine Despeux), Paris, Fayard, coll. « Trésors du bouddhisme », 2005, 189 p. (ISBN 978-2-213-62606-2)  — Deux soûtras des dynasties Sui et Tang dits apocryphes, c'est-à-dire rédigés directement en chinois. Leur influence a été   fondamentale en Chine mais aussi en Corée et au Japon  sur les écoles du Chan (Zen) et de l'Ornementation fleurie (Avatamsaka)
- Lao-tseu : Le guide de l’insondable, Paris, Entrelacs, coll. « Sagesses Éternelles », 2010, 297 p. (ISBN 978-2-908-60661-4)  — Guide et anthologie du Daodejing, qui prend  en compte  les commentaires de trois Maîtres anciens.
- Wumen Huikai (trad. du chinois, présenté et annoté par Catherine Despeux), La passe sans porte. Les énigmes des grands maîtres zen, Paris, Éditions Points, 2014, 270 p. (ISBN 978-2-757-83468-8) — Présentation et commentaires d'un des plus importants recueils de kôan de l'école chán - zen.
- Anonyme chinois (trad. du chinois, préface et notes de Catherine Despeux), Le livre de la contemplation intérieure et autres textes taoïstes, Rivage Poche, coll. « Petite Bibliothèque », 2023, 71 p. (ISBN 978-2-743-65722-2)

### Cédérom
- Taoïsme et connaissance de soi : La carte de la culture de la perfection, Guy Trédaniel, 2012[3]